# Jeffrey Titford
Jeffrey William Titford (West Mersea, 23 ottobre 1933 – 9 settembre 2024) è stato un imprenditore e politico britannico, leader del Partito per l'Indipendenza del Regno Unito (UKIP) dal 2000 al 2002 ed europarlamentare (MEP) per l'Inghilterra orientale dal 1999 al 2009.

## Biografia
Prima di entrare in politica era un uomo d'affari. È stato presidente della National Association of Funeral Directors.
Fu membro del Partito Conservatore e poi di partiti minori. Negli anni Settanta è consigliere comunale. Dal 1954 al 1989 ha gestito la propria attività. Nelle elezioni nazionali del 1997, ha ottenuto quasi il 10% dei voti nella circoscrizione di Harwich. Un anno dopo è entrato a far parte dell'UKIP e nel 2000-2002 è stato il leader di questo gruppo.
Nel 1999 e nel 2004 è stato eletto al Parlamento europeo. Al Parlamento europeo è stato membro del Gruppo per un'Europa delle Democrazie e delle Diversità (5ª legislatura) e del gruppo Indipendenza e Democrazia (6ª legislatura). Ha lavorato nella commissione per l'agricoltura e lo sviluppo rurale e nella commissione per il controllo dei bilanci. Ha ricoperto il mandato di eurodeputato fino al 2009.
Il 6 settembre 2010, in seguito alle dimissioni di Malcolm Pearson, è diventato leader ad interim dell'UKIP. Il 5 novembre dello stesso anno, Nigel Farage ha assunto la funzione.